# Nikodem Eckert
Nikodem Eckert (14. září 1831 Strašice – 19. října 1901 Tábor) byl rakouský státní úředník a politik německé národnosti z Čech, poslanec Českého zemského sněmu.

## Životopis
Narodil se ve Strašicích na Rokycansku. Jeho otec František Ekert byl kontrolorem. Nikodem působil jako okresní hejtman. Vystudoval práva v Praze. V letech 1859–1860 byl činný ve státní správě v Uhersku a v Praze. V období let 1860–1871 pracoval na okresním úřadu v Unhošti, v letech 1871–1878 na okresním hejtmanství v Rakovníku a Domažlicích (jako okresní komisař). Od roku 1878 do roku 1880 byl okresním hejtmanem v Domažlicích. V letech 1880–1893 byl okresním hejtmanem v Hořovicích a pak do roku 1896 v Táboře. V závěru své profesní dráhy byl okresním hejtmanem v Táboře. Roku 1896 odešel do penze. Získal tehdy titul místodržitelského rady.
V 70. letech se zapojil i do vysoké politiky. V doplňovacích volbách v roce 1874 byl zvolen na Český zemský sněm, kde zastupoval kurii venkovských obcí, obvod Domažlice, Nová Kdyně. Šlo o jediný etnicky převážně český obvod, kde uspěl kandidát německých liberálů (takzvaná Ústavní strana, liberálně a centralisticky orientovaná, odmítající federalistické aspirace neněmeckých etnik). Mandát zde obhájil i v zemských volbách v roce 1878. Na mandát rezignoval v říjnu 1879. Na sněmu ho nahradil Čech Antonín Steidl.
Zemřel na sešlost věkem 19. října 1901 v Táboře. Je pohřben na dnes již zaniklém hřbitově u kostela svatého Jakuba a Filipa.